# Пангалос, Теодорос
Тео́дорос Па́нгалос (греч. Θεόδωρος Πάγκαλος; 11 января 1878, Саламин — 26 февраля 1952, Афины) — греческий генерал и политический деятель, диктатор в 1925—1926 годах, в 1926 году краткое время занимал посты президента и одновременно премьер-министра страны. Активный сторонник Э. Венизелоса. Троюродный брат К. И. Пангало и дед министра иностранных дел Греции Теодороса Пангалоса.

## Биография
Родился на острове Саламин в семье врача. Его мать была потомком местного арванитского борца Греческой революции Джаннакиса Мелетиса, в то время как по отцовской линии он происходил из аристократической семьи с острова Кея.
Окончил Ионическую школу в Пирее. В 1895 году он подал заявление в военно-морское кадетское училище, однако ему было отказано в поступлении. Тогда он решил получить медицинское образование по примеру отца, но через два года бросил учёбу, чтобы в конечном итоге вступить в армейский инженерный корпус. В 1900 году был первым учеником класса в военном училище «Эвелпидон» . В 1909 году примкнул к тайной оппозиционной организации «Военная лига». В 1911 году он был принят в военное училище, а затем вместе с четырьмя другими офицерами отправлен на учёбу во Францию в парижскую Военную школу.
Во время Балканских войн служил штабным офицером в 6-й пехотной дивизии. Принял участие в битве при Лахане. Возглавляемое им подразделение первым вошло в Сидирокастрон. Некоторое время продолжал обучение во Франции. По возвращении в Грецию был назначен командиром 8-й дивизии в Превезе. Через несколько месяцев он был переведен в 4-й дивизион Нафплиона.
В 1916 году поддержал Э. Венизелоса в его борьбе с королём Константином I, ему было поручено перевербовать 9-й критский полк для нового правительства. В июне 1917 года он был назначен начальником отдела кадров в министерстве военных дел. В начале 1918 года он отправился на фронт в качестве начальника пехоты 1-й пехотной дивизии в Стримонском секторе Македонского фронта. В конце 1918 года был назначен начальником штаба Ставки Главного командования, занимал этот пост до победы в ноябре 1920 года на выборах объединённой пророялистской и анти венизолистской оппозиции, после чего он был уволен из армии.
Во время Второй греко-турецкой войны входил в Генеральный штаб, но после возвращения на трон Константина I был понижен в должности.
В 1922 году поддержал государственный переворот Николаоса Пластираса, который сверг монархию и учредил Вторую Греческую Республику, за что был назначен министром обороны нового режима, находился в этой должности до декабря. Его первым шагом было учреждение военных трибуналов для осуждения ряда видных монархистов (наиболее известен «Процесс шести»; многие процессы закончились смертными казнями. Затем был переведён в Салоники, где занимался реорганизацией войск, создав угрозу возможного вторжения в Турцию. Укрепление позиций греческих войск усилило позиции страны на предстоящих мирных переговорах при заключении Лозаннского мирного договора.
Убеждённый националист, Пангалос выступил против условий договора, и объявил, что его войска нападут на Турцию, чтобы не допустить вступления договора в действие. Он был вынужден уйти в отставку, однако приобрёл популярность среди широких слоёв населения. В ряде последующих правительств получал министерские посты.
Был православным арнаутом по происхождению, гордился этим и стремился к улучшению отношений с Албанией, в частности, путём расширения прав албаноязычного меньшинства.
Принимал участие в пресечении неудачной попытки государственного переворота Леонардопулоса — Гаргалидиса в октябре 1923 года и в декабре того же года был избран в парламент от Салоников. 
В марте — июле 1924 года занимал должность министра общественного порядка. Возглавлял Демократическую либеральную партию.

## Власть
24 июня 1925 года его сторонники, в условиях разразившегося политического кризиса, совершили государственный переворот. Пангалос немедленно учредил трибуналы для преследования своих противников, включая своего бывшего руководителя — Пластираса. 13 июля 1925 года он издал указ «защите демократического государства», в котором, в частности, ограничил свободу печати, издал ряд ограничительных законов (один из которых требовал, чтобы юбка отстояла не более чем на 30 см от земли). 3 января 1926 года он объявил себя диктатором, а в апреле того же года был избран президентом на фальсифицированных выборах.
Во время своей диктатуры начал преследование Греческой коммунистической партии, которое достигло кульминации уже после потери им власти, а также многих известных политиков и журналистов. Диктатура Пангалоса осталась в истории в основном из-за двух вещей: внутренней политики, полицейского приказа, запрещающего женщинам носить юбки более чем на 30 сантиметров над землей, и скандалов с участием членов правительства. В сфере экономики он попытался девальвировать валюту, заказав бумажные банкноты, разрезанные пополам. Выросла доля частных инвестиций в Греции, а также наметился рост присутствия многих иностранных компаний, таких как английская энергетическая компания Power. Сельскохозяйственный сектор также развивался, однако в целом экономическая политика характеризовалась мерами жесткой экономии, которые он ввел. К достижениям относят создание Афинской академии и модернизацию армии и флота. Но его критиковали за настойчивость в контрпродуктивных военных расходах во времена жесткой экономии. По его инициативе произошёл инцидент в Петриче, когда греческие войска вторглись на болгарскую территорию, подорвавший международную репутацию Греции, а затем был подготовлен крайне невыгодный для Греции проект договора с Югославией, по которому страна уступала Салоники и долину Аксиос, передавала югославам контроль над сербским монастырем на Афоне.
Был отстранен от власти недовольными его политикой офицерами, 24 августа 1926 года Павлос Кунтуриотис был восстановлен в должности президента. Пангалос был арестован, однако его задержание вызвало неоднозначную реакцию, поскольку он являлся конституционно избранным главой государства. Все обвинения в свой адрес он отрицал и был освобожден в июле 1928 года. После освобождения он баллотировался на выборах в августе 1928 года в качестве лидера Национального союза, но потерпел неудачу.

## Скандалы
В 1930 году Пангалос был заключён в тюрьму в связи со скандалом, связанным со строительством, и был выпущен 2 года спустя во время амнистии, объявленной правительством Софоклиса Венизелоса. Его популярность резко упала, и все его попытки вернуться в политику (в том числе после Второй мировой войны) не увенчались успехом. Во время нацистской оккупации служил новому режиму. После войны его обвинили в содействии коллаборационистам и организации греческих батальонов безопасности, сражавшихся как против коммунистических партизан, так и против монархистов, однако в сентябре 1945 года он был оправдан. Безуспешно баллотировался в парламент в 1950 году.
Его внук, которого также звали Теодорос Пангалос, занимал пост заместителя премьер-министра Греции (2009—2012). Он являлся членом социалистической партии ПАСОК.